# The Hawthorns
The Hawthorns – stadion piłkarski położony w West Bromwich w Wielkiej Brytanii. Oddany został do użytku w 1900 roku. Po przebudowie obiektu w 2001 roku jego pojemność wynosi 28 003 miejsc. Teren wybrany pod stadion znajdował się po raz pierwszy poza centrum miasta. Obszar był porośnięty głogiem i stąd nazwa The Hawthorns. Podpisano umowę dającą prawo wykupu terenu przez klub w ciągu 14 lat, co nastąpiło w 1913 roku.

## Historia
Na początku pojemność stadionu wynosiła 35 500 miejsc. Pierwszy mecz odbył się 3 września 1900 r., gdy WBA zremisowało z Derby County. Na meczu zjawiło się 20 104 ludzi. Pierwsza bramka została zapisana na konto Steve'a Bloomera z Derby a pierwszą dla West Brom ustrzelił Chippy Simmons. 
Pierwszy weekendowy mecz odbył się w sobotę przed pełnymi trybunami, a przeciwnikiem była Aston Villa, która wygrała spotkanie 1:0. Negatywny rekord publiczności został odnotowany w 1901 roku w ostatnim dniu sezonu przeciwko Sheffield United i wynosił 1050 widzów, na dodatek przypieczętował spadek WBA. Pojemność stadionu była powiększana i 1923 roku po raz pierwszy przywitano tam ponad 50 000 kibiców a dokładnie 56 474. Byli świadkami pucharowego zwycięstwa 2:1 nad Sunderland. 2 lata później widownia wyniosła 64 612 także w meczu pucharowym, tym razem przeciwko Aston Villi. Rekord frekwencji ustanowił ćwierćfinałowy mecz pucharowy z Arsenalem zakończony zwycięstwem gospodarzy 3:1 przy 64 815 widzów. Najprawdopodobniej rekord byłby inny gdyby nie prawdopodobne kłopoty z obliczeniem kibiców na meczu piątej rundy Pucharu Anglii z Newcastle United w 1954 roku. Podobno na tym meczu było ponad 80 000, lecz zapisano tylko 61 088. Natomiast największa liczba na meczu ligowym padła 4 marca 1950 i wyniosła 60 945. Oponentem był największy rywal West Bromwich – Wolverhampton Wanderers.